# روبن كون
روبن كون (بالإنجليزية: Ruben Kun)‏ (و. 1942 –  م) هو سياسي من ناورو وقد شغل منصب الرئيس فترة قصيرة عامي 1996-1997.